# Ulsteins kommun
Ulsteins kommun (norska: Ulstein kommune) är en kommun i Møre og Romsdal fylke i västra Norge. Kommunen omfattar ett område kring den västra delen av ön Hareidlandet, inklusive ön Dimna och ett antal andra närliggande mindre öar. Centralort är staden Ulsteinvik. 

## Administrativ historik
Ulsteins kommun bildades på 1830-talet, samtidigt med flertalet andra norska kommuner.
Kommunen delades första gången 1895 varvid Vartdals kommun bildades. Andra delningen skedde 1917 då Hareids kommun bildades. Dagens kommungränser härstammar från 1964 då bland annat ön Eika överläts från Herøy kommun.

## Tätorter
I Ulsteins kommun finns fyra tätorter:
- Dimna
- Dragsund (del av)
- Ulsteinvik (centralort)
- Sundgot

Orten Haddal har tidigare räknats som en tätort men uppfyller inte längre kriterierna.

## Socknar
Inom Norska kyrkan motsvaras Ulsteins kommun av Ulsteins socken i Søre Sunnmøre prosteri i Møre stift.

## Bilder

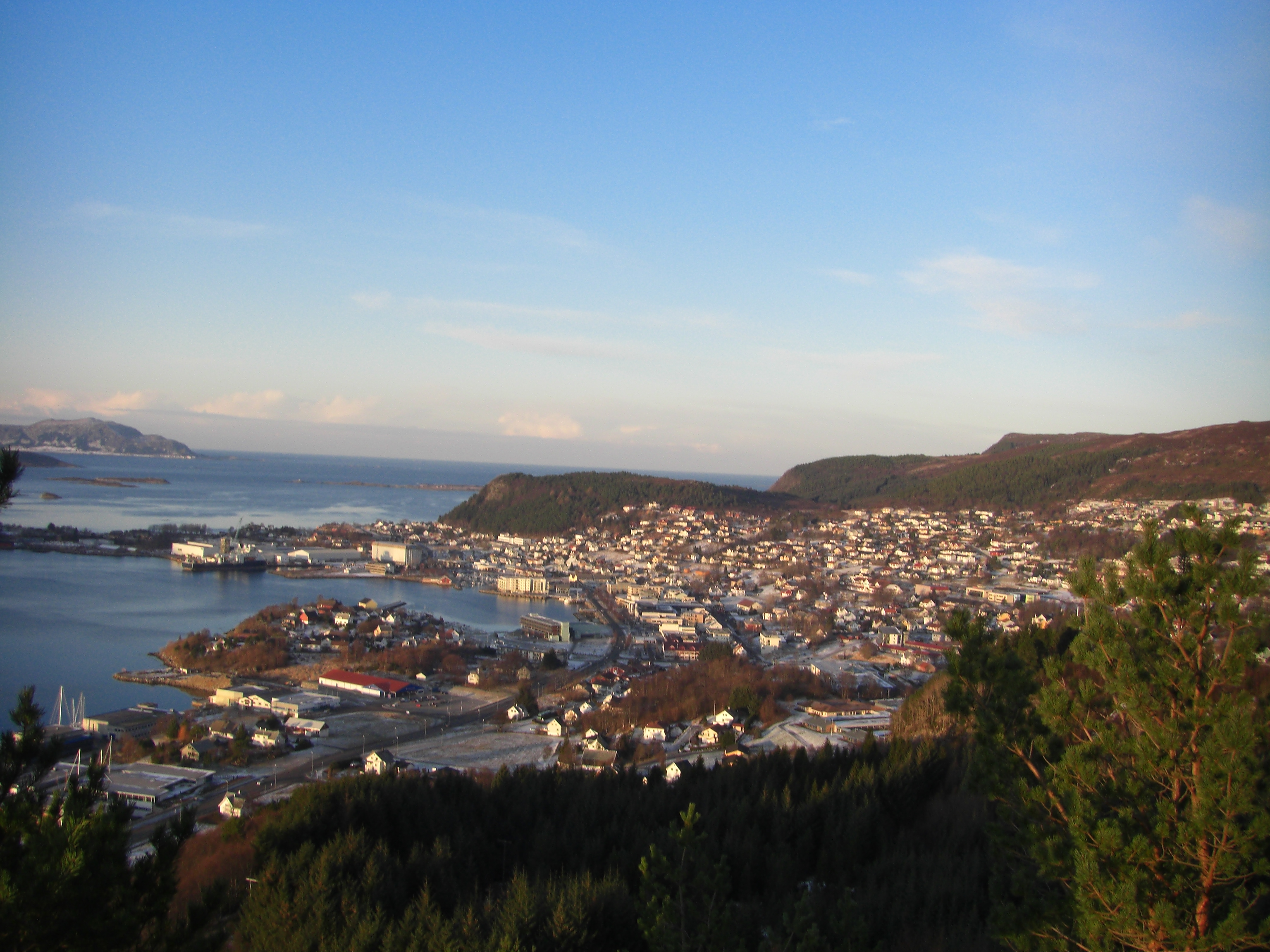
Ulsteinvik.
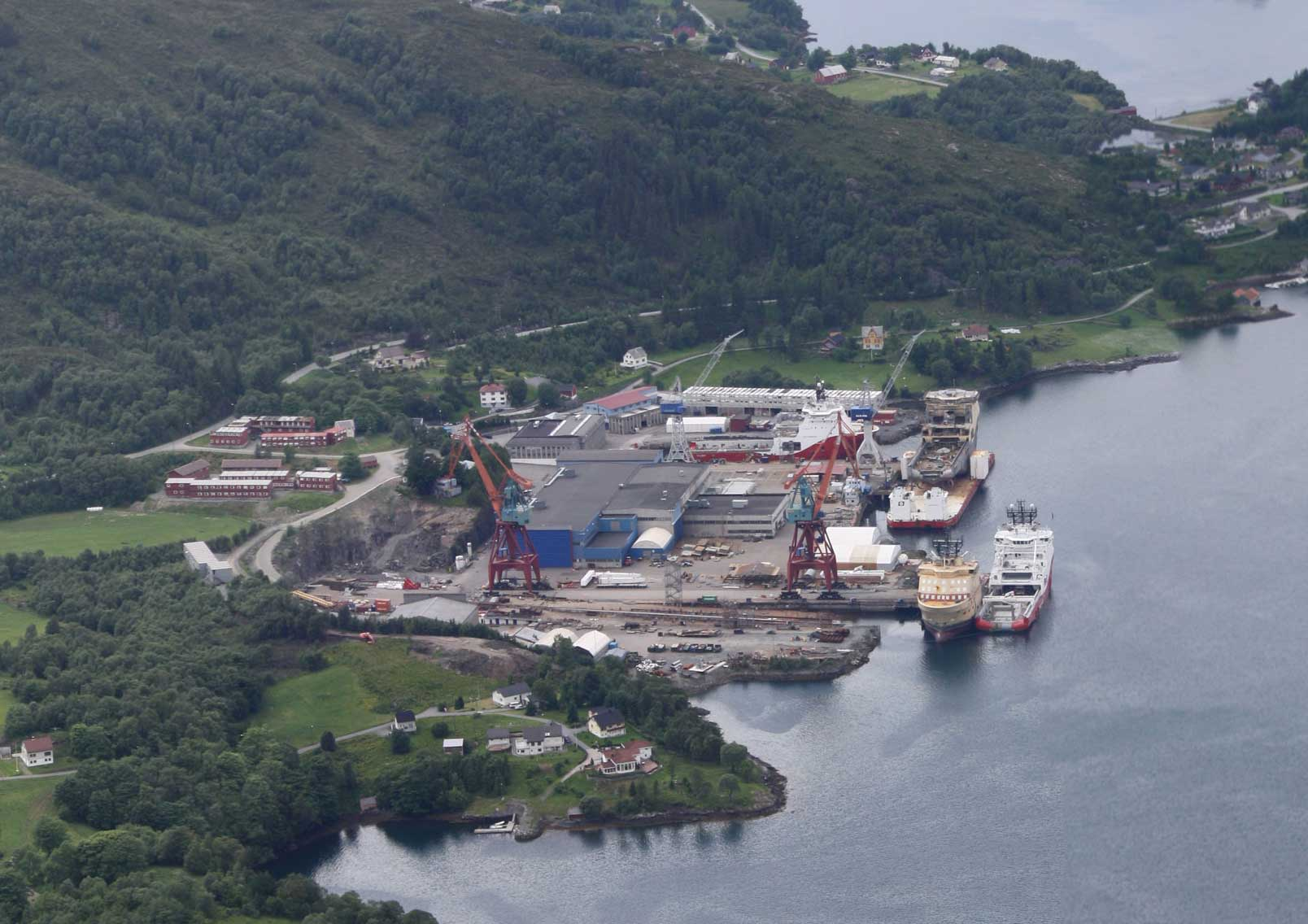
Kleven Verft på ön Dimna.